# Ponte Hradecky
Il ponte Hradecky (in sloveno Hradeckega most) è un ponte di Lubiana, la capitale della Slovenia ed attraversa il fiume Ljubljanica.

## Storia
Il ponte fu inaugurato il 18 ottobre 1867 da un progetto di Johann Hermann e realizzato in una fonderia nei pressi di Auersperg a Žužemberk. Occupava inizialmente l'attuale posto del ponte dei Calzolai e prende il nome dall'ex sindaco di Lubiana Janez Nepomuk Hradecky. Nel 1931 Jože Plečnik progettò il ponte dei Calzolai quindi fu spostato nei pressi di strada Zalog (Zaloška cesta). Nel 2004 è stato chiuso al traffico e nel 2010 venne ulteriormente spostato e trasferito nell'attuale posizione a Trnovo. Attualmente è utilizzato solamente per pedoni e ciclisti.

## Descrizione
È uno dei primi esempi di ponte a cerniera al mondo ed è il primo e l'unico ponte in ghisa della Slovenia.
Dal 2011 è collocato tra via Hrenova (Hrenova ulica) il lungofiume Kracovia (Krakovski nasip) ed il lungofiume Grudnovo (Grudnovo nabrežje) collegando il distretto di Trnovo con il quartiere Prule del centro della città.

## Galleria d'immagini

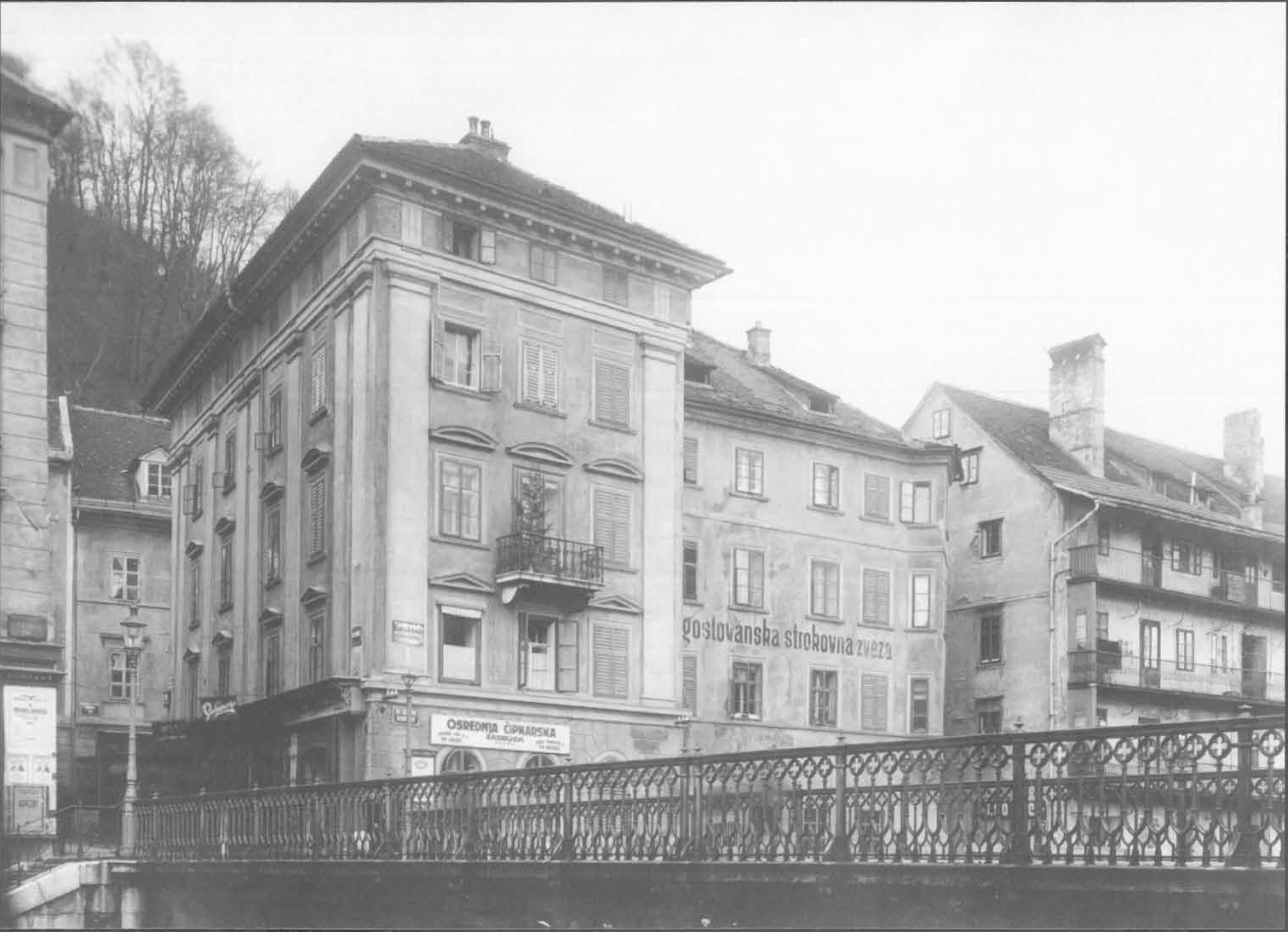
Il ponte nella sua posizione originale al posto del ponte dei Calzolai
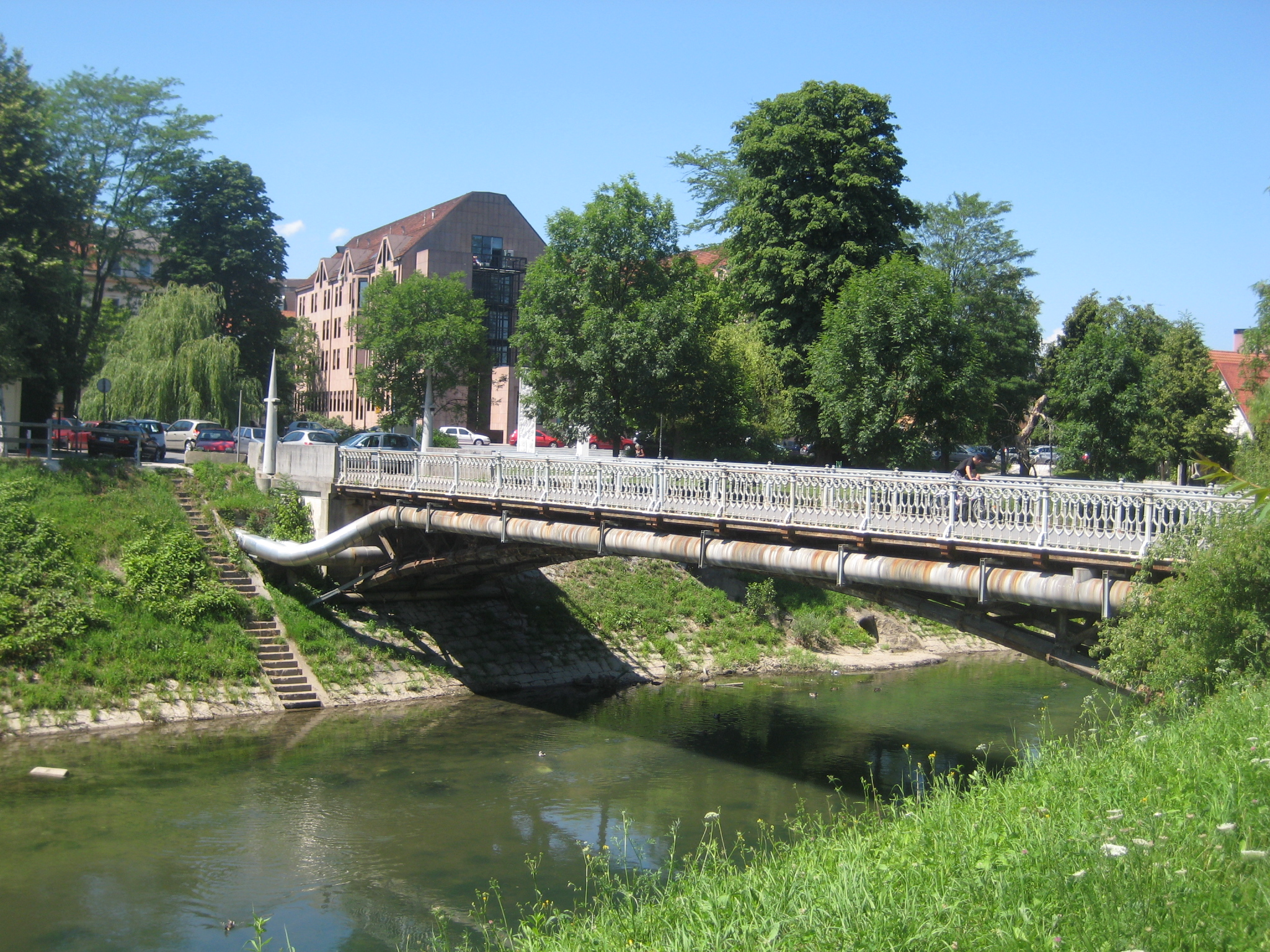
Il ponte nella sua seconda posizione nei pressi del centro medico di Lubiana